# Mongoloide

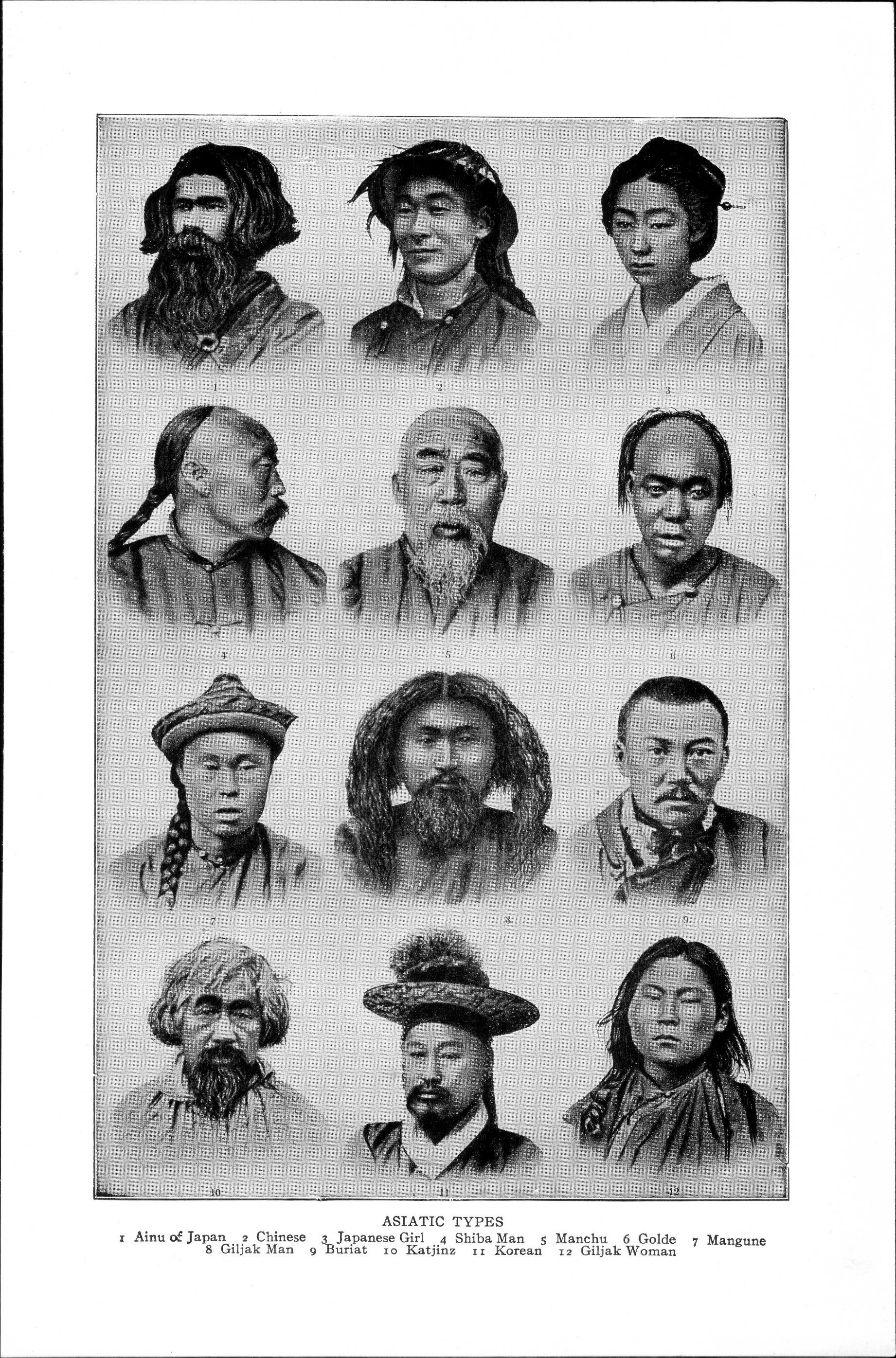
Tipos de asiáticos en un libro de 1914.

Raza mongoloide es un término utilizado anteriormente para los pueblos de la mayor parte de Asia (incluyendo Sudeste Asiático, Asia Oriental, Siberia y partes de Asia Central y Asia del Sur), el Ártico, América y la mayoría de las islas del Pacífico en el contexto de un modelo ahora obsoleto de dividir la humanidad en diferentes razas. Estas poblaciones comparten ciertos rasgos fenotípicos como la brida mongólica y otros rasgos físicos. 
La palabra está formada por la palabra base «mongol» y el sufijo «-oide», que significa «parecido», por lo que el término literalmente significa «se asemeja a los mongoles». Fue introducida por la etnología temprana principalmente para describir las poblaciones diversas de Asia Central y Asia Oriental. La raza mongoloide es una de las propuestas de las tres razas principales de la humanidad. Aunque algunos antropólogos forenses y otros científicos siguen utilizando el término en algunos contextos (como la justicia retributiva), el término «mongoloide» se considera peyorativo por la mayoría de los antropólogos, se debe a su asociación con los modelos tipológicos de la clasificación racial en disputa.
Hoy existe un amplio consenso científico de que no existen razas humanas en un sentido biológico.

Las razas no existen, ni biológicamente ni científicamente. Los hombres por su origen común, pertenecen al mismo repertorio genético. Las variaciones que podemos constatar no son el resultado de genes diferentes. Si de "razas" se tratara, hay una sola "raza": la humana.
José Marín Gonzáles

## Evolución del término
El término «mongoloide» vino de la población mongol que invadió una parte extensa de Eurasia durante el siglo XIII, estableciendo el Imperio mongol. Christoph Meiners propuso un «esquema racial binario». Sus «dos razas» fueron etiquetadas como «tártaros caucásicos», que estaban compuestos por los grupos celtas y eslavos, y los «mongoles».
De acuerdo con la clasificación de Meiners, Johann Friedrich Blumenbach utilizó el término «mongoloide» para describir a los grupos humanos que habitaban en el Extremo Oriente, el Sudeste Asiático y Oceanía. En 1861, Isid Geoffroy Saint-Hilaire consideró que los «australianos» constituirían una «subraza» de los mongoloides. Más tarde, Georges Cuvier incluyó los indígenas americanos en los mongoloides.
Más adelante, Thomas Huxley utilizó el término mongoloide para incluir, no sólo a los indígenas americanos, sino también los grupos étnicos árticos.
En 1882, el antropólogo irlandés Augustus Henry Keane hizo una subclasificación de los mongoloides en: tibetanos, bamar, tai, coreanos, japoneses, riukiuanos, fineses-tártaros y malayos. Keane señaló además la existencia de mezclas entre mongoloides y caucásicos: turcos, uzbekos y tayikos. Mientras que los kazajos serían «intermedios» entre los túrquicos y mongoloides. Según Keane, el mejor ejemplo de la «raza mongólica» serían los buriatos».
En 1940, el antropólogo Franz Boas incluyó la «raza» americana como parte de la «raza» mongoloide, mencionando a los «aztecas de México» y los «mayas de Yucatán». Boas también afirmó que entre las razas del «Viejo Mundo», el «nativo americano» tiene características más similares al «asiático del este».

## Subrazas
| Raza Caucasoide: Arios Semitas Cámiticos Raza Negroide: Negros Africanos Khoikhoi Melanesios Negritos Australoides Incierto: Dravidianos y Cingaleses | Raza Mongoloide: Mongoles del Norte Chinos e Indochinos Japoneses y Coreanos Tibetanos Malayos Polinesios Maoríes Micronesios Esquimales Amerindios |

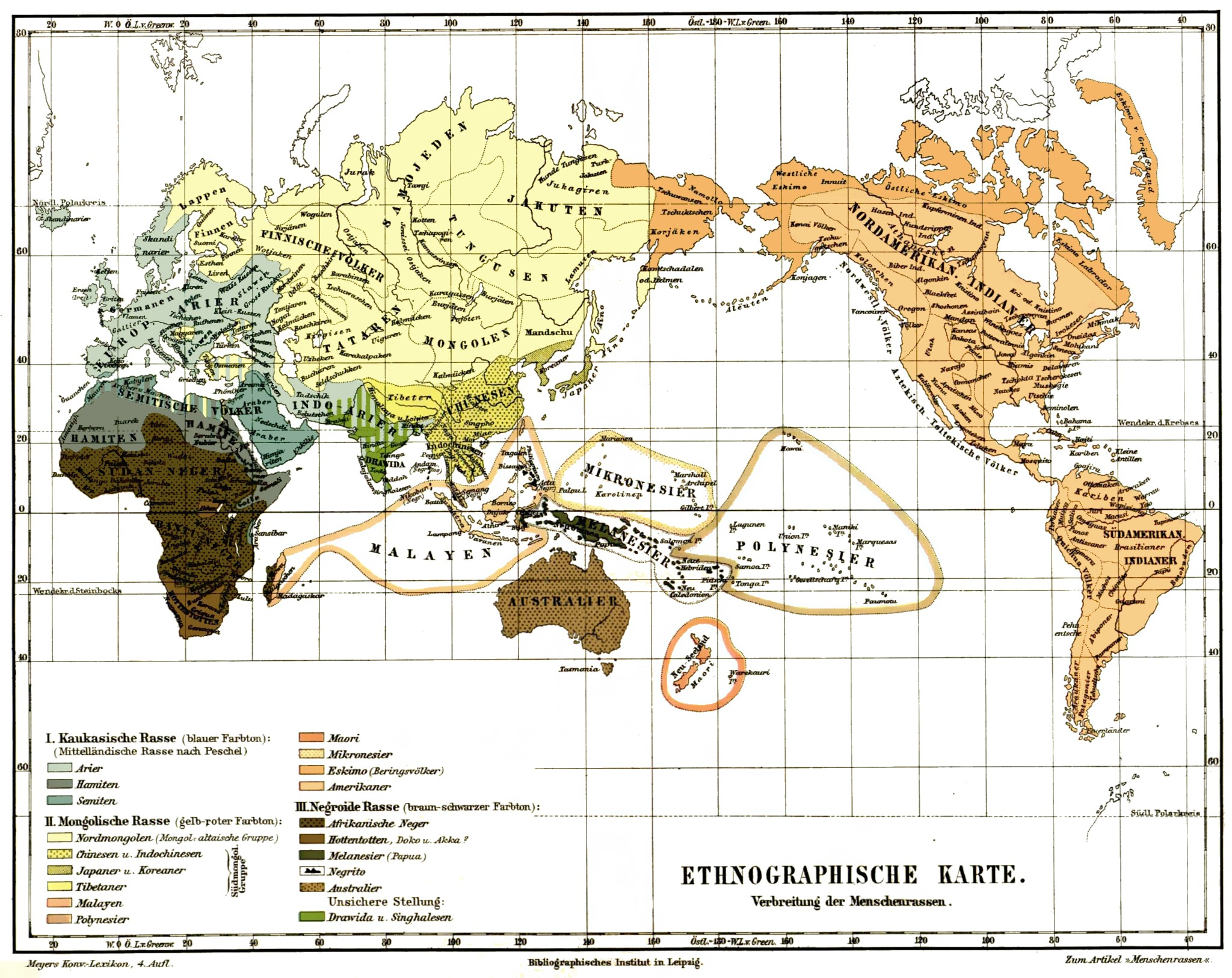
Meyers Konversations-Lexikon (1885–90).

En 1900, Joseph Deniker dijo que la «raza mongol admite dos variedades o subrazas: tunguse o el mongol del norte... y el mongol del sur».
En la edición 1944 del Atlas Mundial de Rand McNally, los tres subrazas de la raza mongol se representaron como la raza mongol adecuada, la raza malaya, y la raza india americana.
El arqueólogo Peter Bellwood afirmó que la gran mayoría de personas en el Sudeste Asiático, la región que él llamó la «zona clinal de mongoloide y australoide», son los mongoloides del sur, pero tienen un alto grado de mezcla australoide.
El profesor de antropología Akazawa Takeru (japonés:赤沢威) en el Centro Internacional de Investigación para Estudios Japoneses, Kioto, dijo que hay neo-mongoloides y paleo-mongoloides. Akazawa dijo que los neo-mongoloides tienen características muy mongoloides que se adaptan para el frío y este grupo incluye los chinos, buriatos, esquimales y chukchi. En contraste, Akazawa dijo que los paleo-mongoloides son menos adaptados al frío. Aseguró también que los birmanos, filipinos, polinesios, jōmon y los indígenas de América son paleo-mongoloides.

## Historia del concepto
El uso sistemático temprano del término fue por Johann Friedrich Blumenbach en «De generis humani varietate nativa» (En la Variedad Natural de la Humanidad), de la Universidad de Gotinga, publicado por primera vez en 1775 (reeditado con alteración de la carátula en 1776). Blumenbach incluyó países del Asia Sudoriental y Asia Oriental, pero no a los nativos americanos ni los malayos, que fueron cada uno asignados categorías separadas.
En 1865, el biólogo Thomas Henry Huxley presentó los puntos de vista de los creyentes de poligenismo (Huxley no era uno de ellos) como «algunos imaginan sus especies supuestas de la humanidad se crearon donde los encontramos... los mongoles de los orangutanes».
En 1972, el antropólogo físico Carleton Stevens Coon dijo que «De un grupo hiborio evolucionaba, en el norte de Asia, la cepa ancestral de toda la familia mongoloide especializado». En 1962, Coon creía que las «subespecies» mongoloides existían «durante gran parte del Pleistoceno de hace 500.000 a 10.000 años». Según Coon, la raza mongoloide no había completado sus «invasiones y expansiones» en el Asia Sudoriental, América y las islas del Pacífico hasta que «hacia el final del Pleistoceno».
Paleoantropólogas Milford Wolpoff y Rachel Caspari caracterizaron «su argumento [de Carleton Coon como] de que la raza mongoloide cruzó el umbral «sapiens» primero y por lo tanto evolucionaba el más lejano».
Mohinder Kumar Bhasin (hindi: महेंद्र कुमार भसीन) del Departamento de Antropología de la Universidad de Delhi sugirió en un comentario de un artículo haciendo referencia a Mourant 1983 que los caucásicos y mongoloides se diferenciaron el uno de otro en Asia y los australoides podrían haber diferenciados de un tipo común de ambos antes la separación de los mongoloides.
Douglas J. Futuyma, profesor de los procesos evolutivos de la Universidad de Míchigan, dijo que la raza mongoloide «se divergió hace 41.000 años» de un grupo mongoloide y caucasoide que se divergió de los negroides «hace 110.000 años».

## Características

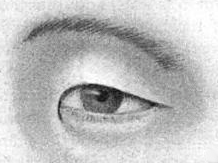
un ojo «mongoloide» según el antropólogo Joseph Deniker

La última edición de la enciclopedia alemana Meyers Konversations-Lexikon (1971-79, 25 volúmenes) enumera las siguientes características de las poblaciones "mongoloides" de Asia:

Cara plana con una raíz baja de la nariz, arcos cigomáticos acentuados, párpados planos (que a menudo están inclinados), cabello espeso, apretado, oscuro, ojos oscuros, piel de color amarillo parduzco, estatura generalmente corta y chaparra.

|                               | mongoloide           | caucasoide          | negroide                                                     |
| ----------------------------- | -------------------- | ------------------- | ------------------------------------------------------------ |
| forma craneal                 | amplia               | media               | larga                                                        |
| contorno sagital              | alto, globuloso      | alto, redondeado    | muy variable, depresión de la parte después de la bregmática |
| forma de la nariz             | media                | estrecha            | amplia                                                       |
| tamaño del hueso nasal        | pequeño              | grande              | mediano/pequeño                                              |
| perfil nasal                  | cóncavo              | recto               | recto/cóncavo                                                |
| espina nasal                  | media                | prominente, recta   | reducida                                                     |
| alféizar nasal                | media                | aguda               | sorda/ausente                                                |
| forma del diente incisivo     | en forma de una pala | hoja de un cuchillo | hoja de un cuchillo                                          |
|                               | mongoloide           | caucasoide          | negroide                                                     |
| prognatismo facial            | moderado             | reducido            | extremo                                                      |
| prognatismo alveolar          | moderado             | reducido            | extremo                                                      |
| forma del hueso cigomático    | saliente             | reducida            | reducida                                                     |
| forma del paladar             | parabólica/elíptica  | parabólica          | hiperbólica                                                  |
| forma de la cavidad orbitaria | redonda              | romboide            | redonda                                                      |
| mandíbula                     | robusta              | media               | grácil, ángulo mandibular oblicuo                            |
| proyección de la barbilla     | moderada             | prominente          | reducida                                                     |
| forma de la barbilla          | mediana              | bilateral           | mediana                                                      |

## Neotenia
«Cráneos mongoloides son los más gráciles en la familia humana. Se cree que el tipo de cráneo mongoloide es un desarrollo evolutivo muy reciente». De acuerdo con Ashley Montagu que enseñaba antropología en la Universidad de Princeton, «El cráneo mongoloide ha procedido más allá que cualquier otro pueblo», «el cráneo mongoloide, ya sea chino o japonés, ha sido bastante más neotenido que el caucasoide o europea» y «el cráneo femenino, se observará, es más pedomórfico en todas las poblaciones humanas que el cráneo masculino». Además, Montagu dijo que «los pueblos chinos» quizá son los mejores representantes de neotenia de todos los mongoloides. En su lista de «los rasgos estructurales neoténicos en el que los mongoloides... difieren a los caucásicos», Montagu enumeró «cerebro más grande, caja craneana más grande, cráneo amplio, cara más amplia, plana de la nariz cubierta, pliegue interior del ojo, ojos más saltones, la falta de cantos de la frente, mayor delicadeza de los huesos, la fosa mandibular poco profundas, apófisis mastoides pequeñas, complexión robusta, la persistencia de la glándula del timo en la vida adulta, la persistencia de la forma juvenil del músculo cigomático, la persistencia de la forma juvenil de músculo del labio superior, erupción más adelante de dentición completa (excepto los molares segundo y tercero), menos glándulas sudoríparas, menos peludas, menos pelos por centímetro cuadrado [y] torso largo».
Ashley Montagu dijo que «el esqueleto del tipo mongoloide clásico es muy delicadamente hecho, incluyendo el carácter de las suturas del cráneo, que, al igual que los del cráneo infantil, son relativamente lisas y no tortuosas. De hecho, el mongoloide presenta tantas características físicas que se asocian con el feto avanzado o niño pequeño que ha sido llamado un tipo fetalizado, infantilizado o pedomórfico. Los que han observado cuidadosamente los bebés pequeños pueden recordar que la raíz de la nariz con frecuencia es plana o baja como en los mongoloides, y que una brida mongólica interna en tales casos está generalmente presente. El menor número de pelos individuales de la cabeza y la falta marcada de pelo del resto del cuerpo son rasgos infantiles, como son igualmente las pequeñas apófisis mastoides, la fosa poca profunda en que la mandíbula se ajusta (la fosa mandibular), la constitución robusta, la cavidad craneal grande y el cerebro grande, la falta de arcos ciliares, y un buen número de otros rasgos».
Richard Grossinger, profesor de antropología de la Universidad de Maine en Portland, dijo que, «la intuición que el desarrollo humano avanzado fuera pedomófico lugar de recapitulado y acelerado era preocupante para muchos antropólogos eurocéntricos del siglo XIX». «Si infantilismo sea la característica de estado avanzado, entonces estaría claro que las razas mongoloides sean más profundamente infantilizadas en la mayoría de los aspectos y por lo tanto capaz de un mayor desarrollo».
Stephen Oppenheimer, del Instituto de Antropología Evolutiva y Cognitiva en la Universidad de Oxford, dijo que «una interesante hipótesis fue presentada por el paleontólogo Stephen Jay Gould hace muchos años era que el conjunto de los cambios anatómicos mongoloides podría explicarse por el fenómeno de la neotenia, por el que infantil o la forma del cuerpo infantil se conserva en la edad adulta. Neotenia en los homínidos es todavía una de las explicaciones más simples de cómo desarrollamos una parte desproporcionadamente grande cerebro tan rápidamente en los últimos millones de años. El cerebro relativamente grande y la rotación hacia adelante del cráneo en el la columna vertebral, y la pérdida de vello corporal, ambos característicos de los seres humanos, se encuentran en los chimpancés fetales. Gould sugirió una intensificación moderada de neotenia en los mongoloides, en que se le ha dado el nombre pedomorfía. Ese mecanismo es probable que la participación sólo unos pocos genes controlador y por lo tanto podría suceder en un período relativamente corto de evolución. También explicaría cómo la nariz respingona contraintuitiva y la pérdida relativa de vello facial se vino en el paquete». «Reducir volumen muscular innecesario, menos masa de dientes, huesos más delgados y menor tamaño físico;... esto sigue el modelo de adaptación selectiva de la evolución mongoloide».

## Adaptación al frío
En 1950, Carleton S. Coon, Stanley M. Garn y Joseph B. Birdsell propusieron que la relativa planitud de las caras "mongoloides" se debió a la adaptación al frío extremo de los ambientes subárticos y árticos.: 132 : 66  Supusieron que las cavidades orbitarias "mongoloides" se han extendido verticalmente para dejar espacio para el tejido adiposo alrededor de los globos oculares, y que las crestas de las cejas "reducidas" disminuyen el tamaño de los espacios de aire dentro de las crestas de las cejas conocidas como senos frontales que son "vulnerables" al frío. También supusieron que los rasgos faciales "mongoloides" reducen el área de la superficie de la nariz porque sus huesos nasales son planos en relación con la cara y sus pómulos son agrandados proyectándose hacia adelante, lo que efectivamente reduce la proyección externa de la nariz.
Aun así, en 1965 un estudio de A. T. Steegmann mostró que la cara "mongoloide" supuestamente adaptada al frío no proporcionaba mayor protección contra la congelación que la estructura facial de los europeos.: 66 

## Crítica
Dr. George W. Gill, profesor de antropología en la Universidad de Wyoming y profesor Dennis O'Neil de antropología en Palomar College, dijo que el concepto «mongoloide» se originó con un método tipológico de la clasificación racial ahora en disputa. Todos los términos raciales de «-oide» (por ejemplo, mongoloides, caucasoides, negroides, etcétera) ahora sean a menudo polémicos en contextos técnicos y no técnicos y a veces puedan ofender, independientemente de la forma en que se utilizan.
Según Ward O. Conner que escribió un libro sobre John Langdon Haydon Down, porque las personas con síndrome de Down pueden tener brida mongólica, el síndrome de Down fue ampliamente llamado «mongol» o «idiotez de mongoloide». En el uso del argot el término llegó a usarse como un insulto. Una versión abreviada de la palabra, «mong» o «mongol», también se utiliza en el Reino Unido. Chong Yah Lim, profesor de economía en la Universidad Tecnológica de Nanyang dijo que no le gustaba el término «mongoloide», porque actualmente significa «desarrollos físicos y mentales dementes». Lim dijo que pensaba que el término «raza de Asia Oriental» sería un término más «adecuado neutral» y más «moderno».